# إسبلكنون وبيربوري
سبلكنون وبيربوري (الاسم العلمي:Splachnum weberbaueri) هو نوع من النباتات يتبع جنس السبلكنون من الفصيلة السبلكنونية.